# Manuel Ferreyros
Manuel José Ferreyros y Senra (Lima, 2 de septiembre de 1833 - Puno, 13 de enero de 1876) fue un marino y militar peruano. Amigo y compañero de armas de Miguel Grau Seminario, Lizardo Montero y Aurelio García y García, todos ellos fueron conocidos como los Cuatro Ases de la Marina de Guerra del Perú. Pero a diferencia de sus amigos, Ferreyros no participó en la guerra del Pacífico, pues falleció prematuramente, tres años antes que estallara dicho conflicto. Se le suele confundir con otro marino peruano, su hermano menor, el capitán de navío Carlos Ferreyros, quien sí luchó contra Chile comandando la cañonera Pilcomayo.

## Biografía
Hijo de Manuel Bartolomé Ferreyros de la Mata, político y diplomático, y de María Josefa Basilia Senra y Echevarría. Ingresó a la armada en 1853 como guardiamarina. Ese mismo año se embarcó en la fragata francesa La Forte, a bordo de la cual hizo varios viajes entre los archipiélagos de Oceanía. 
A su regreso al Perú en 1854, tomó parte en la toma de Arica y luego pasó a servir a bordo del bergantín Almirante Guise, ascendiendo a alférez de fragata. Durante la guerra civil de 1854 se mantuvo leal al gobierno de José Rufino Echenique. En diciembre del mismo año, pasó a la fragata Amazonas. Tras la batalla de La Palma del 5 de enero de 1855, que puso fin a la guerra y al gobierno de Echenique, fue dado de baja de la marina, aunque poco después fue readmitido, y reembarcado nuevamente en la Amazonas.
En 1856 fue ascendido a teniente segundo efectivo y pasó a la fragata Apurímac, donde permaneció hasta la sublevación de dicha nave en Arica, en noviembre de dicho año. Los marinos rebeldes, entre los que estaban Miguel Grau y Lizardo Montero, se plegaron a la revolución de Manuel Ignacio de Vivanco contra el gobierno de Ramón Castilla, la misma que originó una nueva guerra civil en 1856. Ferreyros, que no quiso sumarse a la revolución, volvió al Callao, siendo destinado al vapor Ucayali, pasando luego a las fuerzas sutiles que al mando de Guillermo Jones defendían el puerto. Atacado el Callao por la marina rebelde, resultó herido en el combate del 22 de abril de 1857 (la célebre defensa del Callao, que dio motivo a que el parlamento le diera el título de “Provincia Constitucional” que hasta hoy conserva). Poco antes, Ferreyros había sido ascendido a teniente primero graduado. En junio de 1857 fue ascendido a teniente primero efectivo.
En septiembre de 1857 fue enviado en comisión a Panamá y después a Río de Janeiro, acompañando al contralmirante Ignacio Mariátegui y Tellería, para dar encuentro a la fragata Amazonas, que retornaba de su viaje alrededor del mundo.  Pasó a dicha nave como segundo comandante y participó en el bloqueo de la costa del Ecuador en 1859, durante la guerra peruano-ecuatoriana. Ascendió a capitán de corbeta efectivo en octubre de 1859.
En 1860, viajó a Inglaterra como miembro de la comisión encargada de supervisar la construcción de los vapores destinados para servir en la Amazonía peruana. A bordo de uno de esos vapores, el Morona, protagonizó en 1862 un incidente con las autoridades brasileñas de fuerte Ovidos, en la Amazonía del Brasil, que trataban de impedirle el paso en su viaje a Loreto. Dicho episodio originó una frase que se popularizó en el habla coloquial: «Bravo como Ferreyros». Luego asumió el mando del apostadero de Loreto. Ya para entonces era capitán de fragata efectivo (1862).
En 1864 regresó al Callao y se encargó del rescate de la fragata Callao (la antigua Apurímac), que se había hundido en la isla de San Lorenzo durante una prueba del dique flotante. Entre 1864 y 1865 fue comandante del vapor Loa.
En 1866 participó en la guerra hispano-sudamericana, comandando a la corbeta América. Se destacó en el combate de Abtao, donde la flota peruana-chilena aliada se enfrentó a las fragata españolas Villa de Madrid y Blanca (5 de febrero de 1866). Su nave realizó «los tiros mas certeros, de más alcance y de más efecto», como señaló en el parte respectivo el propio jefe de la escuadra española. 
Cuando la dictadura de Mariano Ignacio Prado decidió continuar la guerra contra España, atacando sus posesiones en Cuba y las Filipinas, contratando al comodoro estadounidense John R. Tucker como comandante de la armada peruana, la protesta de los marinos peruanos no se hizo esperar, en solidaridad con el jefe desplazado, Lizardo Montero. Gran número de oficiales renunciaron como protesta, entre ellos Ferreyros y Grau. El gobierno consideró esta actitud como una insubordinación y recluyó a los marinos rebeldes en la isla de San Lorenzo, sometiéndoles a juicio. Uno a uno fueron declarados inocentes y puestos en libertad (1867). Solicitó entonces licencia indefinida en la Marina de Guerra y pasó a ser comandante de la fragata mercante América, en la que realizó viajes a la China.

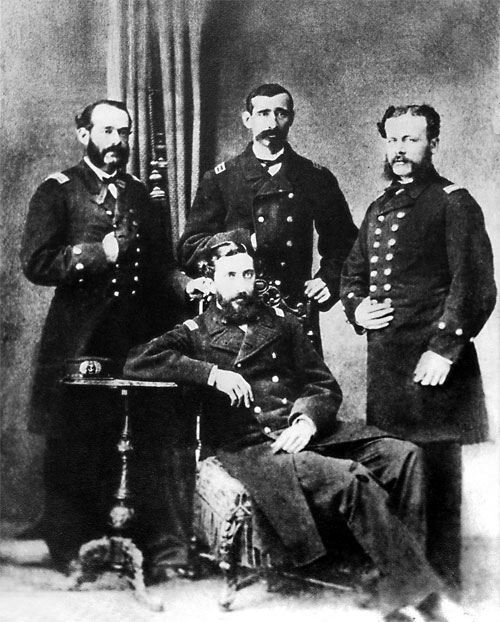
Los “Cuatro Ases de la Marina Peruana”. Parados, de izquierda a derecha, Miguel Grau (piurano), Lizardo Montero (piurano) y Aurelio García y García (limeño). Sentado: Manuel Ferreyros (limeño).

Junto con Lizardo Montero, Ferreyros fue padrino del matrimonio de Grau con Dolores Cabero, mientras Aurelio García y García ofició de testigo (12 de abril de 1867). A los cuatro marinos se les solía ver reunidos frecuentemente, por lo que en los medios navales fueron conocidos como los “cuatro ases”. 
En enero de 1869 fue ascendido a capitán de navío graduado. De abril a julio del mismo año fue ministro de Gobierno, Policía y Obras Públicas, formando parte del gabinete de Juan Francisco Balta, del gobierno de José Balta. En julio de 1869 salió del Callao a bordo de la corbeta Unión, rumbo a Río de Janeiro, para encargarse del mando de la división naval que traía al remolque a los monitores Manco Cápac y Atahualpa, desde los Estados Unidos.  De retorno al Callao, fue nombrado comandante general de la Marina, el 4 de diciembre de 1870.
A principios de 1872 el presidente Balta, autorizado por el Congreso, envío a Europa al capitán de navío Manuel Ferreyros como jefe de la comisión encargada de gestionar la construcción de dos navíos blindados y dos cañoneras. Se pretendía así contrabalancear el poderío naval de Chile, que ya había contratado la construcción de dos poderosos buques blindados, que fueron el Cochrane y el Blanco Encalada. Lamentablemente para el interés peruano, la caída y muerte de Balta interrumpieron las gestiones de Ferreyros y si bien es cierto que más tarde se reanudaron cuando Manuel Pardo era Presidente, no se puso el mismo interés, debido a la crisis económica que atravesaba la nación. En 1874 se nombra una Comisión de marinos para que emitan un informe comparativo de las escuadras de Perú y Chile opinando que la escuadra peruana podía resistir a la chilena pese a la superioridad de esta, con las voces discrepantes de los jefes navales Miguel Grau y José Rosendo Careño quienes sostuvieron que debía llevarse adelante ese contrato, costara lo que costara. Solo se pudo adquirir las dos cañoneras, que fueron la Pilcomayo y la Chanchamayo (esta última se perdió poco después, al naufragar en Falsa Punta Aguja, en 1876).
En 1874 se le extendió cédula de retiro, por motivos de salud. Víctima de un ataque cerebral, falleció prematuramente en 1876, cuando apenas contaba con 43 años de edad. Por ello, no participó en la guerra con Chile, como si lo harían destacadamente sus amigos y camaradas: Grau como jefe de la Primera División Naval y comandante del monitor Huáscar; García y García como jefe de la Segunda División Naval y posteriormente como comandante de la corbeta Unión; y Montero como jefe del Ejército del Sur.

## Descendencia
Estuvo casado con María Amalia Alayza y Portillo con quien tuvo tres hijas: Elena, María y Manuela.
Tuvo dos hermanos que también destacaron como marinos: Carlos Ferreyros y Senra (1843-1910), que destacó durante la Campaña naval de la Guerra del Pacífico sirviendo a bordo de la cañonera Pilcomayo; y Eusebio Demetrio Ferreyros y Senra (1847-1868), que sirvió a bordo de la corbeta América, falleciendo en el maremoto de Arica de 1868.